# Nusantara
Nusantara je budované hlavní město Indonésie, které nahradí stávající metropoli Jakartu. Staví se na ostrově Borneo v provincii Východní Kalimantan a celé město by mělo dosahovat rozlohy 2,5 tisíce kilometrů čtverečních. Název „Nusantara“ odkazuje na staré pojmenování indonéského souostroví. Výstavba města začala v roce 2022, dokončení bylo naplánováno na rok 2045.
V sobotu 17. srpna 2024 slavila Indonésie výročí 79 let od získání nezávislosti na Japonsku. Při té příležitosti se budované město slavnostně otevřelo a akce k připomínce výročí se místo Jakarty konaly v Nusantaře. Od července 2024 navíc v novém městě již úřadoval ze své pracovny prezident Joko Widodo.

## Historie
Za nápadem na přesunutí hlavního města stojí indonéský prezident Widodo, který tím chce vyřešit problém přeplněné a špinavé Jakarty. Navíc vzhledem k tomu, že je město zbudováno na bažinaté půdě, klesá průměrně každým rokem až o dvacet pět centimetrů. Nejvýraznější propad je zaznamenán na severu města, západ o patnáct centimetrů a východ o deset. Střední partie města poklesnou za rok v řádu centimetrů. Vliv na sedání města má i celkový vzestup hladiny okolních moří a dále nikterak regulovaná těžba podzemních vod ve městě, kdy mají některé budovy vlastní pumpy na získávání podzemní vody.
Do nového sídla by se mělo přesunout na půl druhého milionu státních zaměstnanců spolu s jejich rodinami. Náklady, které si vybudování města vyžádá, se odhaduje na 32 miliard dolarů, z čehož pouze pětinu dá stát. Zbytek by měli hradit soukromí investoři, pro něž stát na oplátku chystá pobídky ve formě odpuštění daní z příjmu nebo zrušení dovozních daní. Ze státních financí jsou kompletně vybudovány budovy čtyř ministerstev, náměstí a prezidentský palác, který má mít podobu garudy, tedy mytického ptáka a indonéského národního symbolu. Celé sídlo by mělo být do roku 2045 uhlíkově neutrální.
Výstavba nové metropole vyžaduje odlesnění současného tropického pralesa a ničí tak přirozené prostředí vymírajících živočichů, mezi něž se řadí levharti či orangutani. Negativně působí i na původní domorodé obyvatelstvo, kterým sice vláda nabídla kompenzace, nicméně ani tak nechtějí přemisťovat ostatky svých zemřelých předků nebo bourat své památky.
Stavba města začala v létě 2022 mýcením a zřizováním příjezdových cest. Realizace byla rozplánována do pěti fází, z nichž poslední má skončit v roce 2045. Projekt odhadl celkové náklady na 523 bilionů indonéských rupií (v přepočtu 35 miliard amerických dolarů).